# Église Notre-Dame-d'Espérance de Paris
Pour les articles homonymes, voir Église Notre-Dame-d'Espérance.
L'église Notre-Dame-d'Espérance est une église catholique moderne inaugurée en 1997, située au 47 rue de la Roquette à l'angle de la rue du Commandant-Lamy, dans le 11e arrondissement de Paris.

## Histoire
Dans les années 1900, le quartier de la Roquette du côté de la place de la Bastille et de la rue du Faubourg-Saint-Antoine, est un quartier populaire avec de nombreux ouvriers et artisans du meuble, du bâtiment, de la petite métallurgie et de la dinanderie. Tout ce petit peuple vit généralement sur place et dans des conditions déplorables. Le quartier est aussi foyer d'agitation, avec ses grèves et ses révoltes souvent réprimées sévèrement. Les ouvriers sont plus attirés par les mouvements socialistes que par le catholicisme.
C'est dans ces conditions que le père Anizan (1853-1928), aumônier du centre d'œuvres Sainte-Anne de Charonne et qui fondera les Fils de la charité le 25 décembre 1918, décide la ré-évangélisation de ces milieux populaires. Il s'établit en 1911 rue de la Roquette et fait construire une chapelle, et en 1928-1930, l'église Notre-Dame-d'Espérance est construite. La façade sculptée qui donne sur la rue du Commandant-Lamy est l'œuvre de Gabriel Dufrasne et symbolise le travail du bois. La qualité de la construction laisse à désirer, le béton rouille et se fendille. L'église est jusqu'en 1973 à la charge des missionnaires des Fils de la charité, puis est cédée aux prêtres de l'archidiocèse de Paris. En 1996, l'ancienne église sert de décor pour une des scènes du film Chacun cherche son chat de Cédric Klapisch. 
La décision est alors prise de démolir l'église devenue dangereuse et d'en construire une nouvelle. Le père Jean Lavergnat est chargé de coordonner les travaux. L'église est détruite en 1994. La nouvelle, œuvre des architectes Bruno Legrand et Jean-Luc Le Roy, est terminée en 1997,. L'église, au concept pleinement moderne, se présente comme une masse grise avec sur le devant deux tours de section carrée et en son centre une paroi vitrée de 20 mètres de haut sur 11 mètres de large. Elle est consacrée le 14 décembre 1997 par l'archevêque Jean-Marie Lustiger. 
Le 26 septembre 1998, l'église est occupée par une cinquantaine de sans-papiers. Ils seront délogés par la police sans affrontement. Depuis 1999, l'association Culture Espérance-Roquette organise deux fois par mois dans le cadre des petites saisons de la Roquette des concerts dans l'église. Depuis 2020, le curé de la paroisse est le théologien Antoine Guggenheim, anciennement professeur et directeur du pôle recherche du collège des Bernardins,,.

## Description

### L'extérieur

#### La paroi vitrée

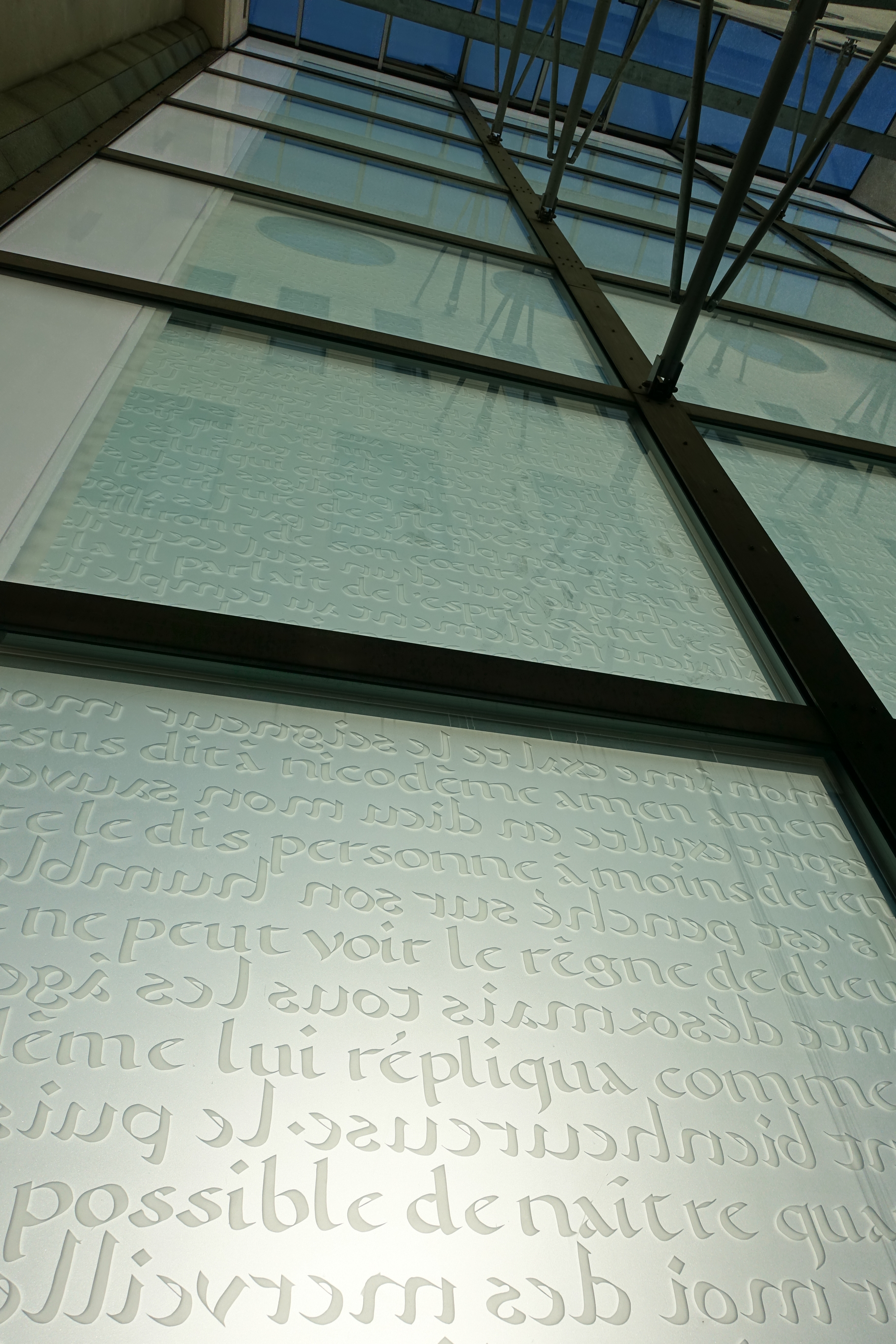

La façade, côté rue de la Roquette, est l'œuvre du verrier Guillaume Saalburg. Elle est composée de vingt-deux larges carrés de verre couverts d'écriture. Chaque élément est formé de trois couches de verre, dont celle intermédiaire en verre épais, légèrement teinté vert d'eau, est gravée de citations du Nouveau Testament. L'écriture est en mode boustrophédon, c'est-à-dire, qu'une ligne sur deux est lisible de l'extérieur de l'église, tandis que la ligne suivante l'est de l'intérieur. Les lettres elles-mêmes ont été créées par le calligraphe Frank Lalou. De l'extérieur, les textes sont tirés des évangiles de Matthieu, Marc et Luc, tandis que de l'intérieur, on peut lire des parties de celui de Jean et des épîtres de Pierre.

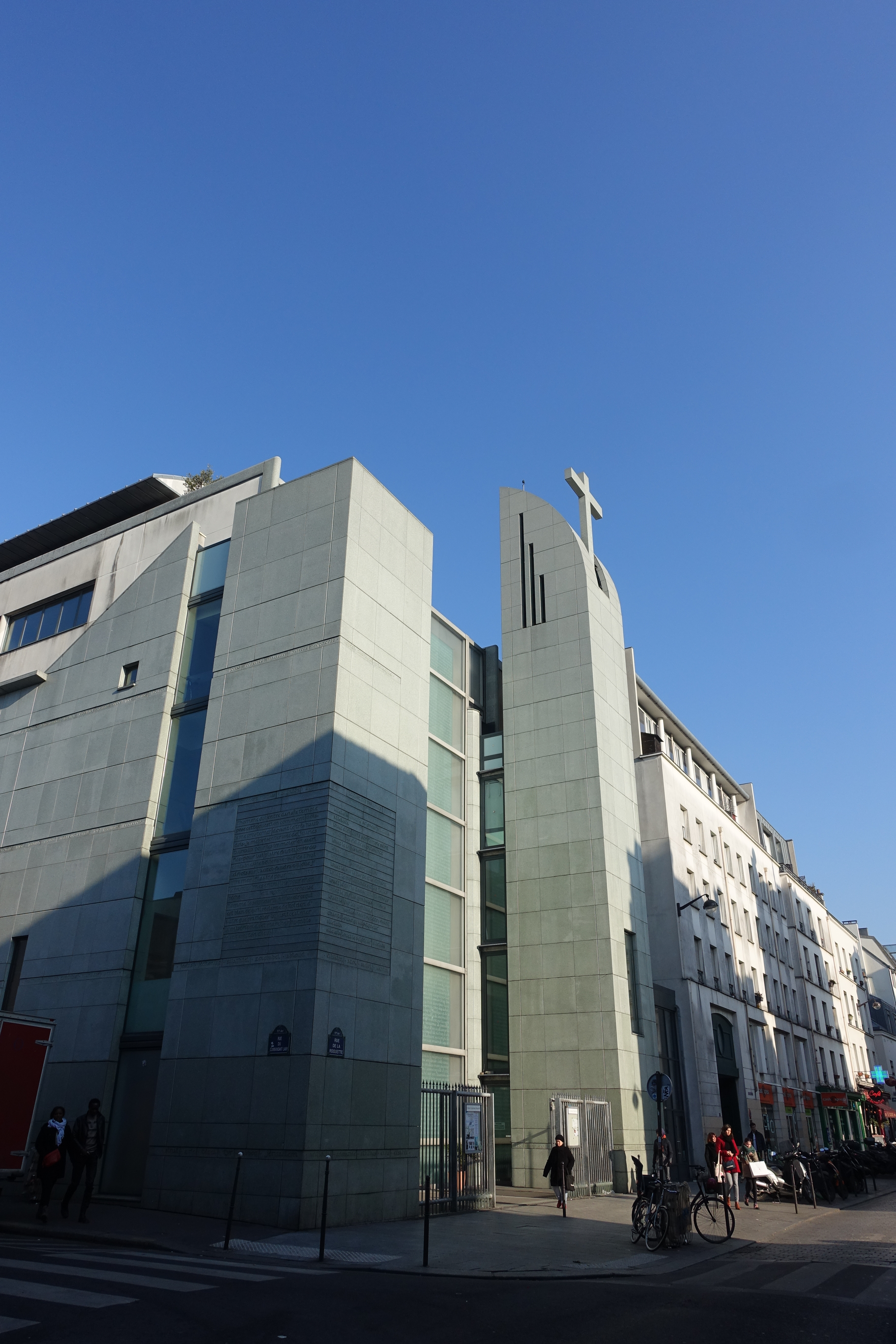
Vue d'ensemble à l'angle des rues avec les deux tours.

#### Les tours
La tour de droite est la tour clocher où ont été replacées les deux cloches Geneviève et Lucie, provenant de l'ancienne église. Le sommet de la tour se termine par un arrondi surmonté d'une croix. 
À trois mètres du sol, une niche présente un vitrail de Pierre Le Cacheux installé en 2021, représentant une interpretation moderne de l'arbre de Jessée. Cette niche était précédemment protégée par un carreau de verre, et s'y trouvait la statue en bronze et ivoire de Notre-Dame d'Espérance, œuvre de Lucienne Heuvelmans, datant de 1930. Cette Vierge, dont l'original en pierre rose de Tournus, se trouve à l'intérieur de l'église, est plus connue sous le nom de Vierge à l'Enfant ou de Maternité. Elle a été reproduite pendant près d'un demi-siècle à des milliers d'exemplaires dans diverses dimensions et matières : plâtre, terre cuite, faïence, bois, bronze, chryséléphantine…
La façade sur la rue du Commandant-Lamy est couverte de textes de l'Ancien Testament, avec, de bas en haut, une ligne rappelant les lieux bibliques, une autre les personnages bibliques, puis les livres de la Bible et les noms des prophètes. Le texte sur la tour d'angle est du prophète Michée et fait la liaison entre les textes de l'Ancien Testament sur la rue du Commandant-Lamy et les textes du Nouveau Testament sur la rue de la Roquette. Comme pour le texte sur la façade en verre, la calligraphie du texte gravé sur les façades extérieures est de Franck Lalou.  

### L'intérieur

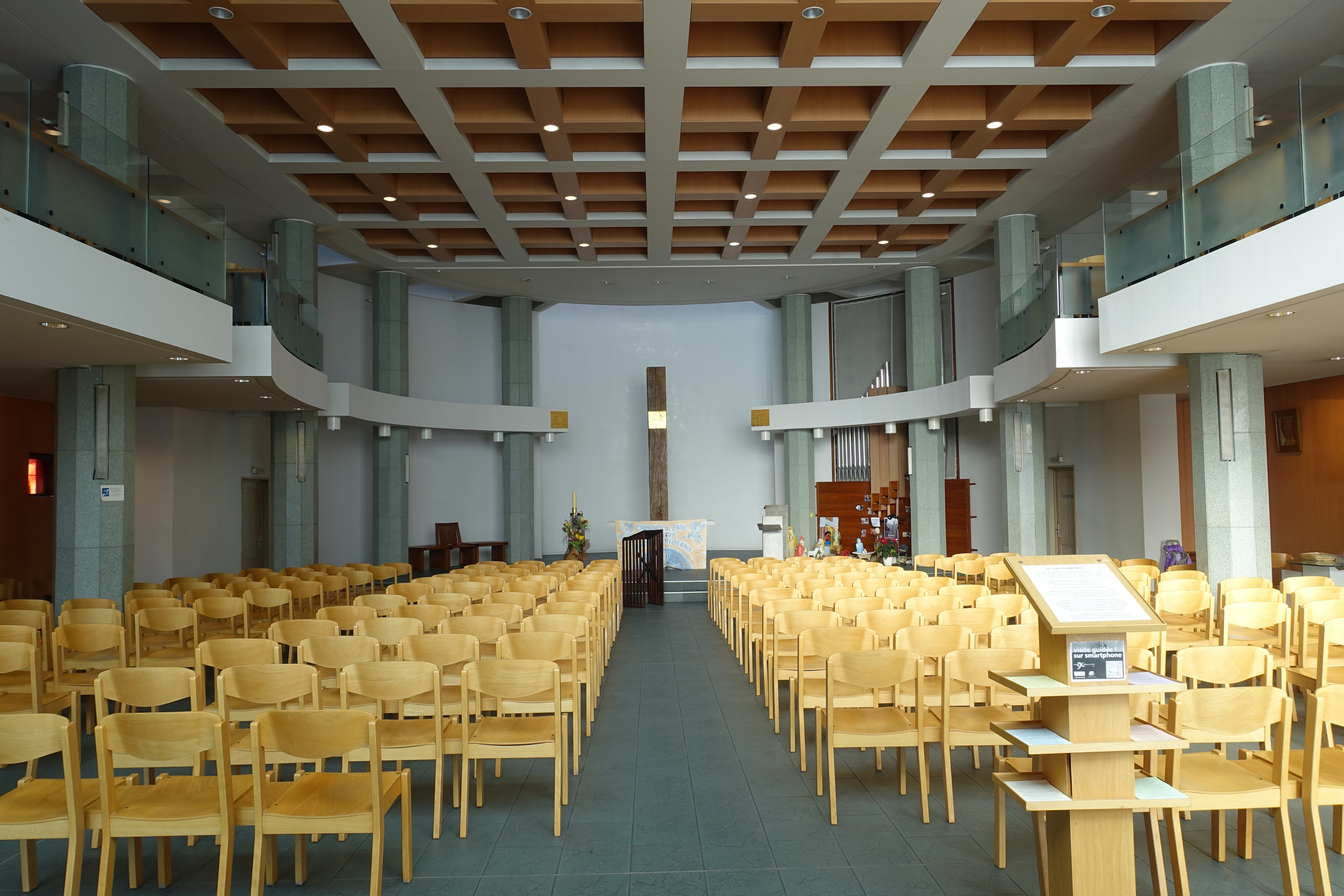
Intérieur de l'église.

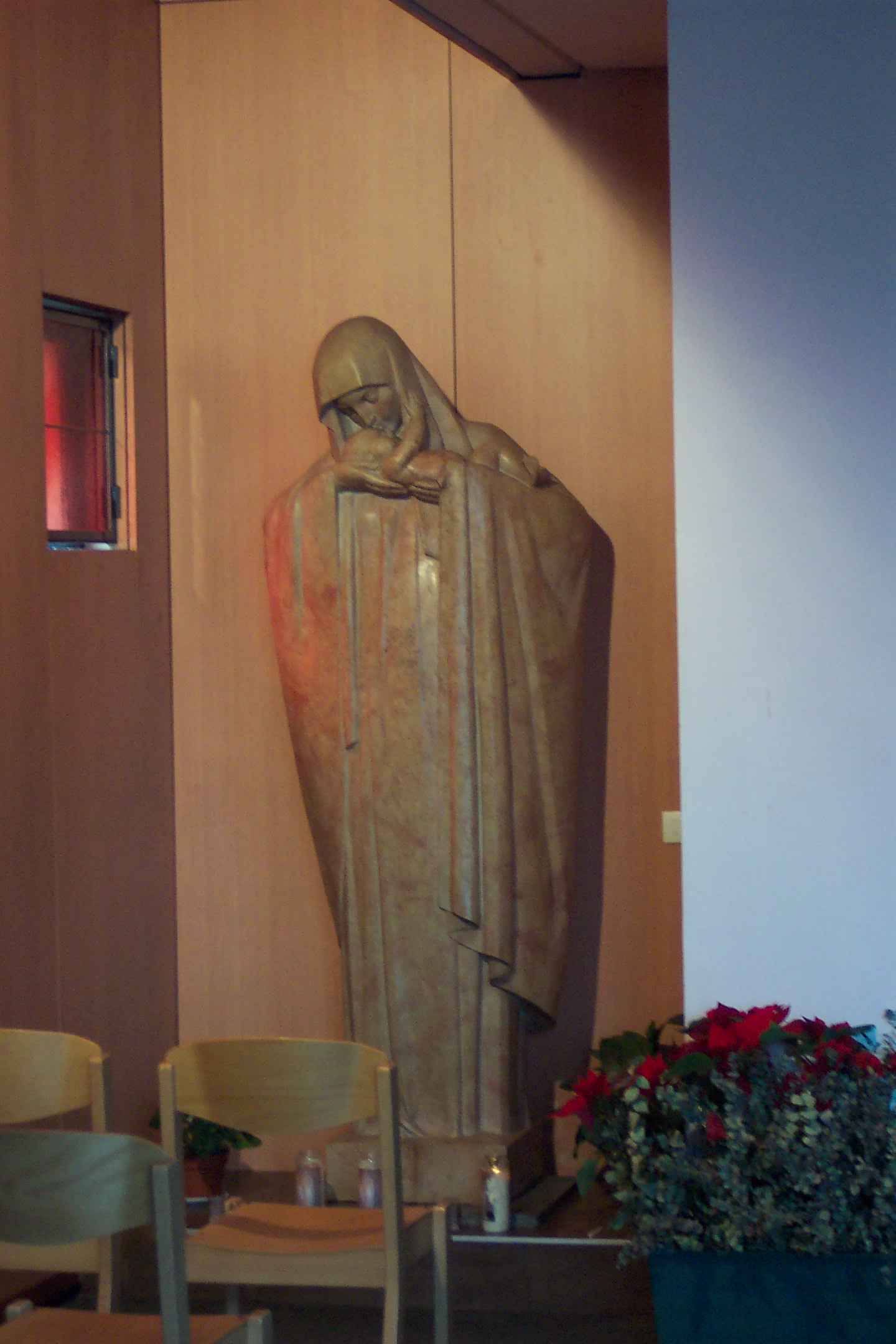
Statue de N.-D. d'Espérance en pierre de Tournus, 1928.

L'intérieur est dépouillé. L'autel et la croix symbolique sont éclairés le jour par un puits de lumière. 
L'autel comprend un socle rond symbolisant la terre partagée, sur lequel repose la table eucharistique qui la réunit. La réalisation de l'autel est l'œuvre du sculpteur François Cante-Pacos en 2006.  
Au fond, dans le puits de lumière, La croix très symbolisée, œuvre du sculpteur Nicolas Alquin, se compose d'une vieille poutre datant du XVIIIe siècle pour le montant vertical, et de trois carrés d'or pour la traverse horizontale. Elle dit la force de l'Incarnation du Christ dans le monde et la Gloire de sa Résurrection. Elle a été consacrée par Mgr Lustiger le 18 janvier 2003. 
L'ambon, les tables de l'église et la cuve baptismale ont été créés par les ateliers Xylos.
Dans la chapelle dite du silence se trouve un Chemin de croix ainsi qu'une autre statue plus petite de Notre-Dame d'Espérance en bronze et ivoire réalisée en 1930, œuvres de l'artiste Lucienne Heuvelmans.

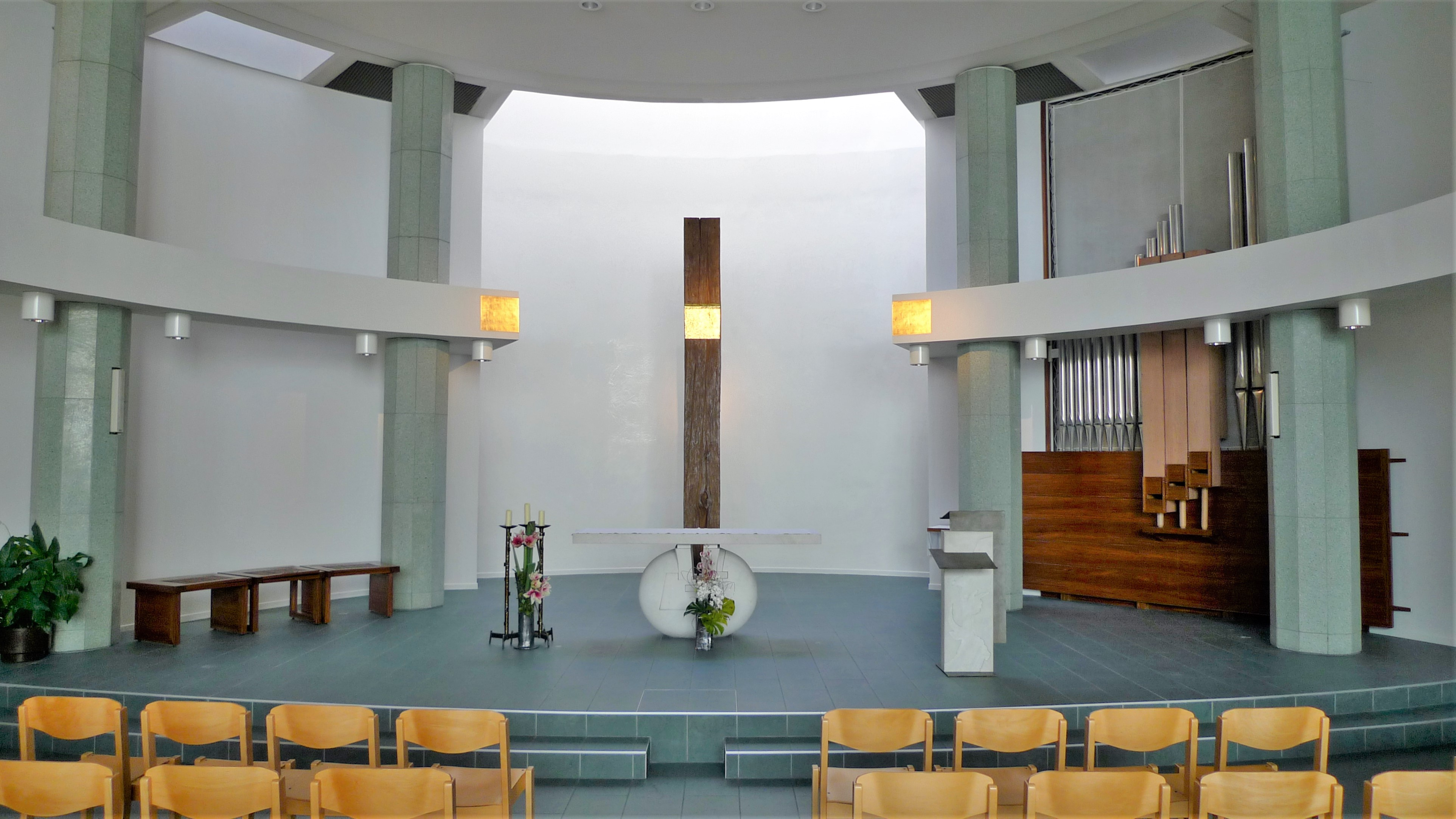
Le chœur avec l'autel, la croix, l'ambon représentant les 4 évangélistes et l'orgue.
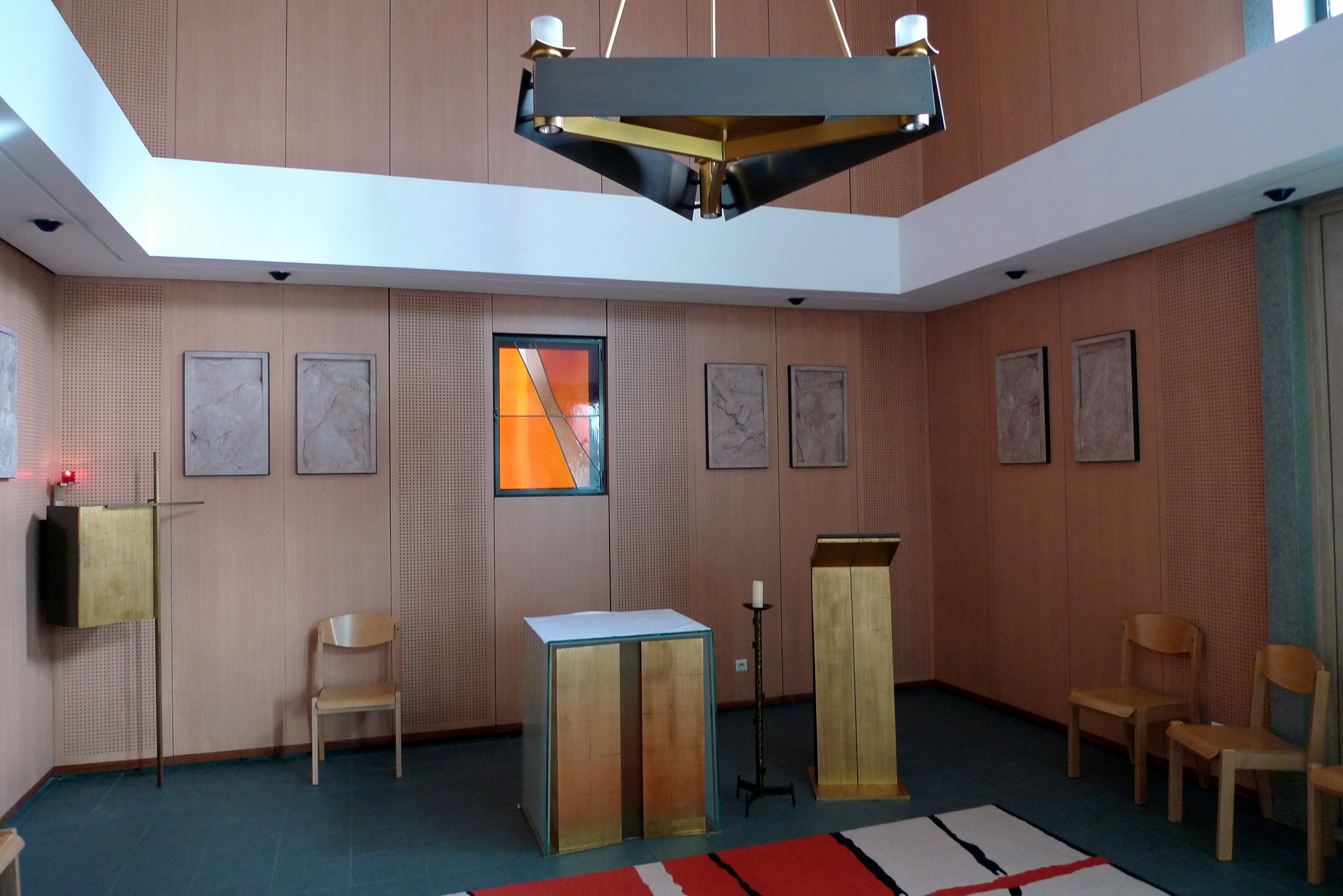
La chapelle du silence avec le Chemin de croix.

### L'orgue
L'instrument a été construit par l'atelier de Gonzalez père. Il comprend deux claviers, un pédalier et une vingtaine de jeux. L'orgue est démonté par Adrien Maciet avant la destruction de l'ancienne église, puis remonté par Marc Hédelin dans le nouvel édifice. Il a été depuis entièrement restauré par Bernard Dargassies.
Les organistes titulaires :
- Marie-Agnès Grall-Menet de 1971 à 1988 ;
- Danièle Desbruères de 1989 à 2021 ;
- Vincent Guyot